# 500 jours

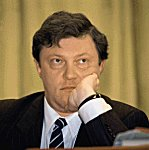
Grigori lavlinski (économiste russe)

Le programme « 500 jours » (en russe : программа "500 дней") était un programme ambitieux visant à surmonter la crise économique en Union soviétique par une transition vers une économie de marché .
Le programme a été proposé par Grigori Iavlinski et développé par un groupe de travail sous la direction de Stanislav Chataline (un conseiller économique de Mikhaïl Gorbatchev). Avant de commencer à travailler sur le projet, Chataline avait été assuré par Gorbatchev qu'il était sérieux au sujet de la réforme radicale de l'économie soviétique.
Par conséquent, en août 1990, le groupe a publié un rapport de 400 pages intitulé Transition vers le marché. Il était basé sur le « projet des 400 jours » préparé par Iavlinski et est devenu familièrement connu sous le nom de « programme des 500 jours » car il visait à créer les bases d'une économie de marché moderne en 500 jours. Le rapport appelait à la création d'une économie de marché compétitive, à la privatisation de masse, à des prix déterminés par le marché, à l'intégration au système économique mondial, à un large transfert de pouvoir du gouvernement de l'Union aux républiques et à de nombreuses autres réformes radicales.
Le programme des 500 jours a immédiatement obtenu le soutien total de Boris Eltsine et un soutien plus sceptique de Mikhaïl Gorbatchev ; peu de temps après, Nikolaï Ryjkov, le président du Conseil des ministres, l'a ouvertement répudié.
Le Soviet suprême de l'Union soviétique a retardé l'adoption du programme, acceptant finalement un programme plus modéré de réforme économique intitulé Directives de base pour la stabilisation de l'économie et la transition vers une économie de marché. Le nouveau programme contenait de nombreuses mesures du Programme des 500 jours, mais ne comprenait notamment pas de calendrier et ne mentionnait pas la répartition du pouvoir économique entre l'Union et les Républiques.

## Auteurs
- Stanislav Sergueïevitch Chataline
- Nikolaï Iakovlevitch Petrakov
- Grigori Alekseïevitch Iavlinski
- Sergueï Vladimirovitch Aleksachenko
- Andreï Petrovitch Vavilov
- Leonid Markovitch Grigoriev
- Mikhaïl Mikhaïlovitch Zadornov
- Vladlen Arkadievitch Martynov
- Vladimir Machtchits
- Alekseï Iourievitch Mikhaïlov
- Boris Grigorievitch Fiodorov
- Tatiana Vladimirovna Iaryguina
- Ievgueni Grigorievitch Iassine